# Сабан (Пэкче)
Сабан (沙伴王; ум. после 234) — седьмой правитель Пэкче, одного из трёх корейских государств.

## Происхождение
Был старшим сыном 6-го вана Кусу. В 234 году стал ваном после смерти отца.
Единственная запись о Сабане в Самгук саги указывает, что Сабан был слишком молод, чтобы править, и его быстро сменил ван Кои, младший брат 5-го вана Чхого:
«Когда в двадцать первом году правления скончался ван Кусу, место унаследовал его старший сын Сабан. По молодости он не мог ведать делами управления, поэтому на престол взошел Кои, единоутробный брат вана Чхого».
Это интерпретируется учёными как борьба за власть при дворе и возвышение клана Чин над кланом Хэ; Самгук юса утверждает, что он был свергнут.
Ничего не известно о рождении, дальнейшей жизни или смерти Сабана. Тем не менее, он записан в некоторых японских хрониках, включая Синсэн сёдзироку, как прародитель некоторых родов Японии периода Ямато. Это может указывать на то, что он провёл более позднюю часть своей жизни в этой стране.

## Семья
- Отец: Кусу
- Мать: неизвестна
  - Брат: Пирю (比流王, ум. 344) — 11-й ван Пэкче, до становления правителем был известен как Пуё Пирю (扶餘比流); записан как сын Кусу в Самгук саги, но из-за несоответствия дат учёные теперь считают, что он был внуком Кусу.
  - Брат: Пуё Убок (扶餘優福) — в 321 году был назначен министром внутренних дел (內臣佐平, нэсин чвапхён), а в 327 году поднял восстание против своего брата Пирю, но оно было подавлено.
  - Жена: неизвестна
    - Дети: неизвестны, но Сабан числится прародителем нескольких японских родов.